# VESA Display Data Channel
VESA Display Data Channelとは、主にPnPのため、コンピュータディスプレイの固有情報（ベンダ名や型番、適合可能な解像度など）を接続しているビデオカードに通知する方式である。DDCと略記される。
最終期のVGA端子や、DVIコネクタ、HDMIコネクタで利用できる。
電気的には、データ信号、クロック信号、接地の3本の線を使ってシリアルで通信する。
送信されるデータ形式は、EDID(Extended Display Identification Data)として規定されている。
DDCおよびEDIDは、いずれもVESAが規格化した。